# Окракок (Северна Каролина)
Окракок (енгл. Ocracoke) насељено је место без административног статуса у америчкој савезној држави Северна Каролина.

## Демографија
По попису из 2010. године број становника је 948, што је 179 (23,3%) становника више него 2000. године.
| Група             | 2000.       | 2010.       |
| Белци             | 732 (95,2%) | 740 (78,1%) |
| Афроамериканци    | 13 (1,7%)   | 15 (1,6%)   |
| Азијати           | 2 (0,3%)    | 2 (0,2%)    |
| Хиспаноамериканци | 15 (2,0%)   | 181 (19,1%) |
| Укупно            | 769         | 948         |